# Alter Ego (videogioco)
Alter Ego è un videogioco ideato nel 1986 dallo psicologo statunitense Peter J. Favaro e pubblicato dalla Activision per Apple II, Commodore 64, Mac OS e MS-DOS. Consiste in un simulatore di vita (più precisamente, un simulatore di vita sociale) che presenta elementi tipici da videogioco di ruolo. Originariamente venne distribuito in due versioni, una con protagonista maschile e una con protagonista femminile. Nel 2009 ha ricevuto una conversione ufficiale per dispositivi mobili da parte di Choose Multiple LLC, che ne pubblica gratuitamente una versione limitata come gioco accessibile da web browser; il gioco per browser non limitato era già online almeno dal 2001.

## Modalità di gioco
Il videogioco si divide in sette parti, corrispondenti a sette età della vita, dalla prima infanzia (che inizia con il parto) fino alla vecchiaia, e si può scegliere di partire da una qualunque di esse. Prima di cominciare si risponde a una serie di domande che servono a formare un profilo di personalità, o in alternativa si può lasciare che il computer lo crei casualmente. In ogni fase, che viene introdotta da una citazione celebre, il giocatore può selezionare delle icone, appartenenti a diverse categorie, che rappresentano singoli eventi. Le situazioni in cui si trova il protagonista sono quelle di una persona ordinaria negli Stati Uniti d'America degli anni 1980.
A centro schermo ci sono molte icone scorrevoli che rappresentano "esperienze di vita", collegate da linee cronologiche (ma si possono selezionare in qualunque ordine), e appartenenti a varie categorie anche ripetute più volte (sociale, intellettiva, familiare ecc.), ma ciascuna utilizzabile una sola volta nella fase. Ai lati dello schermo ci sono alcune icone fisse che rappresentano "scelte di vita" e si possono selezionare anche più volte per influenzare determinati aspetti della propria vita (scuola, lavoro, relazioni ecc.).
Al contrario di videogiochi come Little Computer People, gli eventi sono presentati tramite puro testo, disponibile solo in inglese. L'interazione si riduce a una serie di domande a scelta binaria o scelta multipla, in modo simile alle visual novel. Le risposte dell'utente determineranno il carattere, la conoscenza intellettuale, la salute fisica o i rapporti umani del protagonista. Una delle icone fisse permette di vedere le attuali statistiche del personaggio, comprendenti alcune generalità civili e 12 valori percentuali relativi alla persona. Con il passare del tempo si può trovare un lavoro o continuare a studiare, decidere di sposarsi e fare figli; il gioco termina con la morte, naturale o accidentale. Il videogioco presenta situazioni di natura sessuale che sono facoltative.

## Sviluppo
Il dottore in psicologia Peter J. Favaro ebbe l'idea di coniugare le sue conoscenze con il mondo dei videogiochi, e dopo aver contattato un agente di New York riuscì a lavorare al suo progetto con James Charne, manager dell'Activision. Favaro fu lasciato libero di affrontare anche temi scottanti come sesso e violenza senza censure da parte della Activision. L'obiettivo era dare ai giocatori la possibilità di sperimentare nuove scelte di vita e come queste contribuiscono a plasmare le persone. I tanti test sulla personalità che Favaro esaminò durante i suoi studi in psicologia fecero da base per le domande di Alter Ego. Per raccogliere più esperienze trascorse un anno a New York intervistando gente comune su quali fossero i loro ricordi più vividi.

## Accoglienza
Le edizioni storiche di Alter Ego ricevettero di solito giudizi molto buoni dalla critica. Favaro ottenne molti riconoscimenti, tra cui un premio del Consumer Electronics Show.
Recensito all'interno del primo numero dell'edizione italiana della rivista Zzap!, il videogioco in versione Commodore 64 ottenne un giudizio complessivo di 98% e venne considerato il miglior gioco del mese.
Il successo di pubblico non fu però all'altezza del successo di critica, secondo Favaro perché in quel periodo l'industria dei giochi più intellettuali era in crisi in favore di quelli più d'azione.
Keith Stuart di The Guardian considerò Alter Ego come uno dei trenta migliori videogiochi dimenticati nel corso del tempo.